# ديانا كورزون
ديانا ألكساندروفنا "دينا" كورزون (بالروسية:Диа́нна Алекса́ндровна "Ди́на" Ко́рзун؛ من مواليد 13 أبريل 1971) هي ممثلة ناشطة وسيدة أعمال خيرية روسية، يعتبر اشهر أدورها هو تانيا فيلم درامي بريطاني الملاذ الأخير عام 2000 للمخرج باوي باوليكوفسكي، تم ترشيح كورزون عام 2006 لجائزة أفضل أنثى في جائزة الروح المستقلة عن دورها في فيلم أربعون ظلال من اللون الأزرق بدور لورا، وهي امرأة روسية شابة تعيش في ممفيس مع شريك موسيقي عجوز. تم ترشيحها لجائزة الروح المستقلة لأفضل أنثى مساعدة عن فيلم نفوس باردة في عام 2009.
شارك كورزون في تأسيس مؤسسة بوداري جيزن الخيرية، التي تساعد الأطفال الذين يعانون من أمراض الأورام وأمراض الدم عام 2006. تم اختيارها ضمن قائمة بي بي سي 100 امرأة لعام 2013.

## روابط خارجية
- ديانا كورزون في قاعدة بيانات الأفلام على الإنترنت